# Glaphyropyga carrerai
Glaphyropyga carrerai là một loài ruồi trong họ Asilidae. Glaphyropyga carrerai được Ayala miêu tả năm 1983. Loài này phân bố ở vùng Tân nhiệt đới.